# Hall house
Pour les articles homonymes, voir Hall et house.
Hall House (maison-salle, en anglais) est une forme d'architecture vernaculaire médiévale traditionnelle de maison de campagne du Royaume-Uni et des pays anglo-saxons du nord de l'Europe, répandue entre les XIIIe et XVIIe siècles, centrée à l'origine autour d'un « grande salle centrale ouvert de vie ».

## Histoire
Ce type d'habitation rurale, de type chaumière, cottage ou manoir, est répandu au Moyen Âge au Royaume-Uni, entre les XIIIe et XVIIe siècles,,. 

Quelques exemples de hall
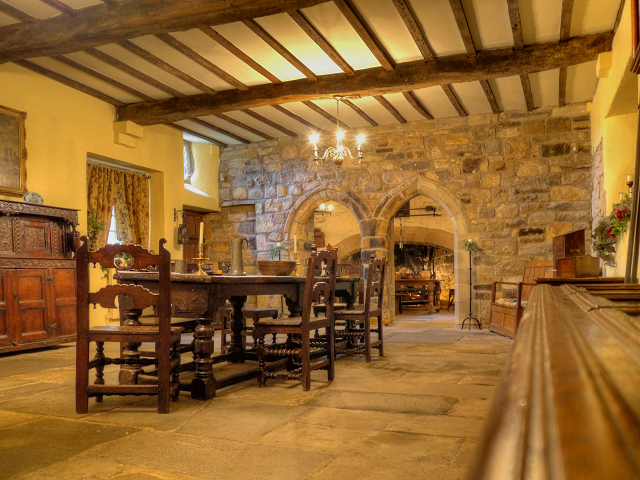
Grande salle de Washington Old Hall (XIIe siècle)
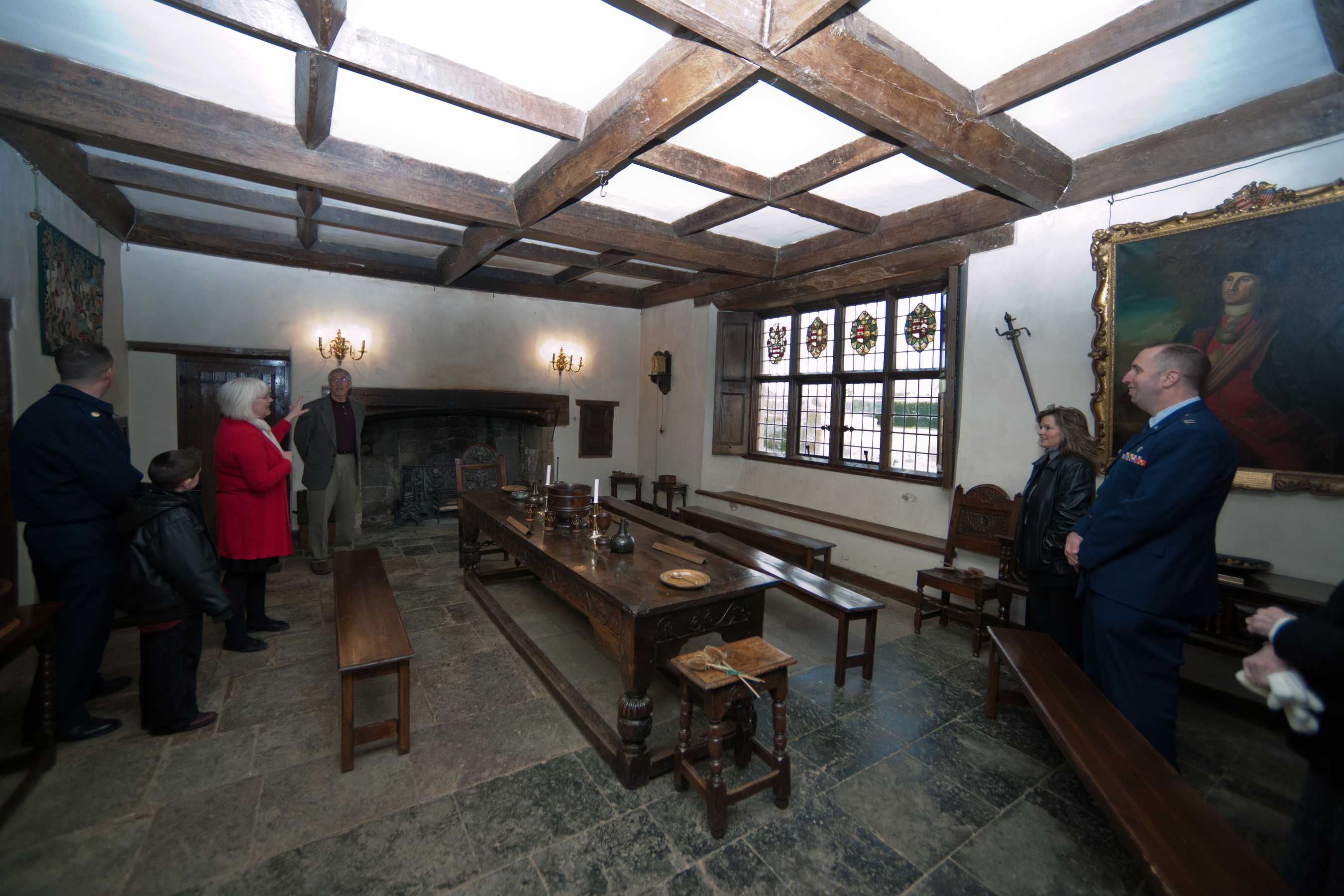
Grande salle du manoir de Sulgrave (XVIe siècle)
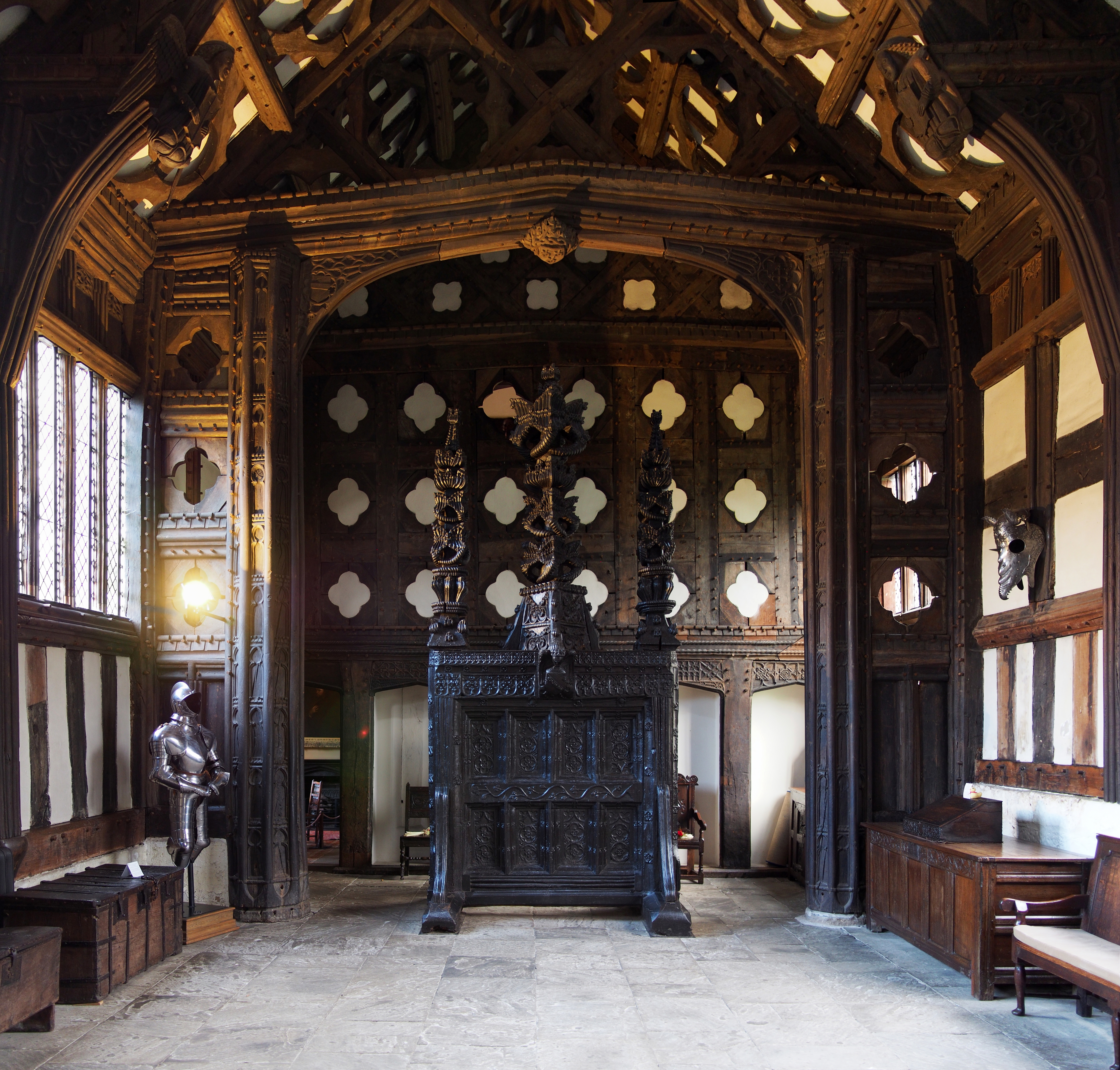
Grande salle de Rufford Old Hall (XVIe siècle).

Il est constitué à l'origine d'une grande salle commune (hall ou Great Hall (en)en anglais, mais équivalent à la grande salle des châteaux français, dénommée aula dans les textes en latin) de vie pour les repas avec un foyer central ouvert pour la cuisine et le chauffage. 
Les murs sont en bois, pan de bois, à colombages, en torchis, en brique, ou en pierre, avec plafond ou charpente apparente, et toits de chaume, ardoise, lauze, ou tuile (selon les matériaux régionaux locaux). 
Ces maisons à pièce unique, à l'origine, s’agrandissent avec les époques avec des pièces supplémentaires et des étages (cellier, garde-manger, stockage, cuisine, salon, chambres...).

Quelques exemples de maisons
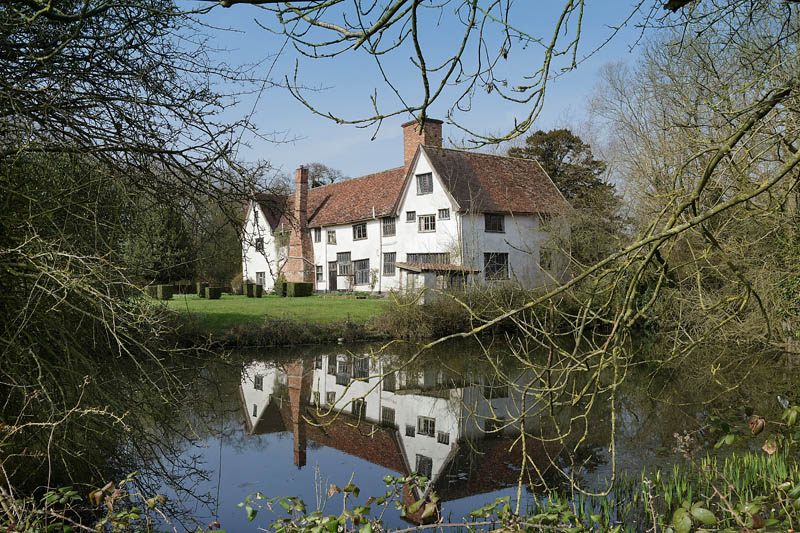
Ufford Hall, Suffolk (en) (XIIIe siècle)
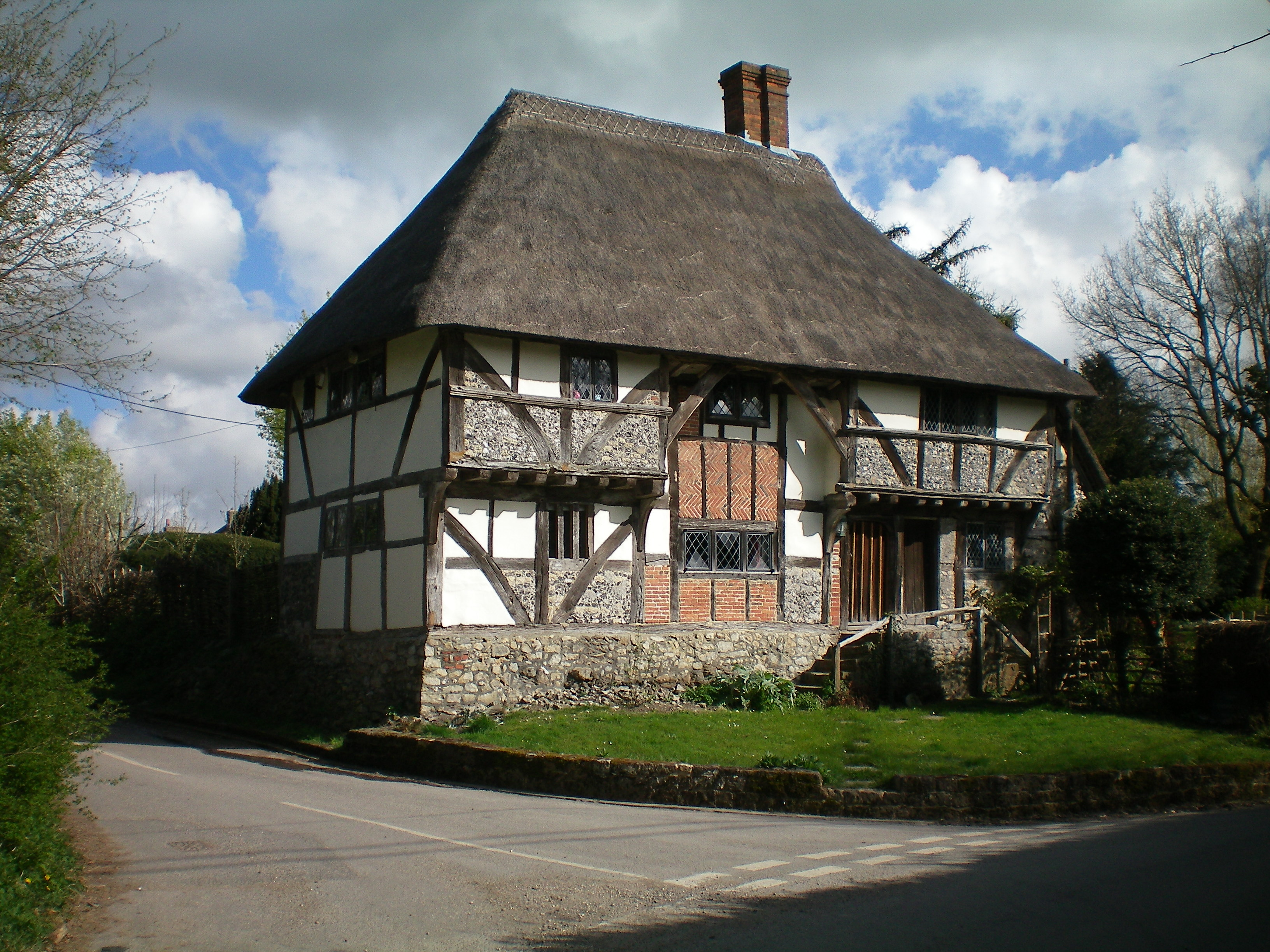
Bignor cottage (XVe siècle)
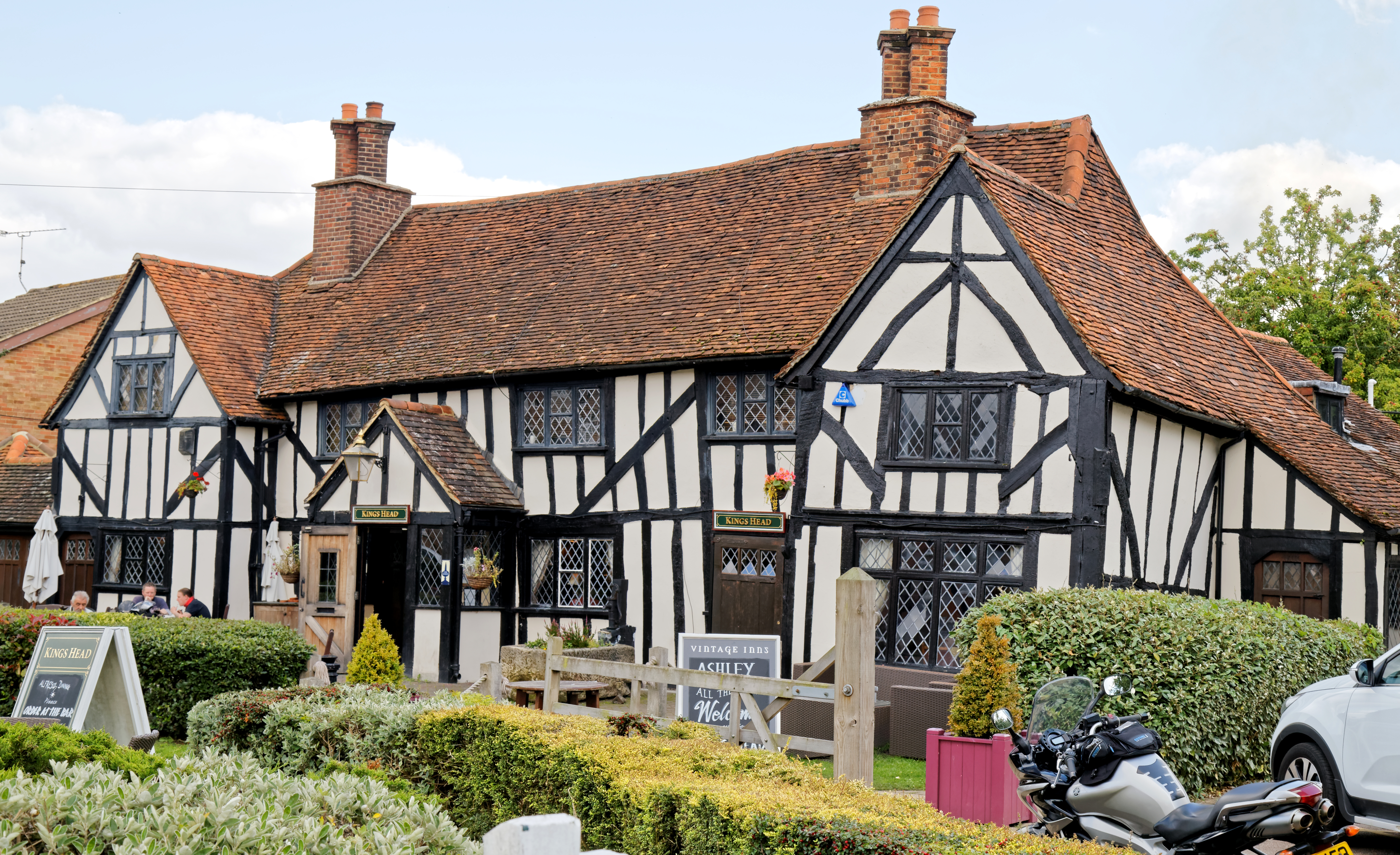
The Kings Head pub (XVe siècle)
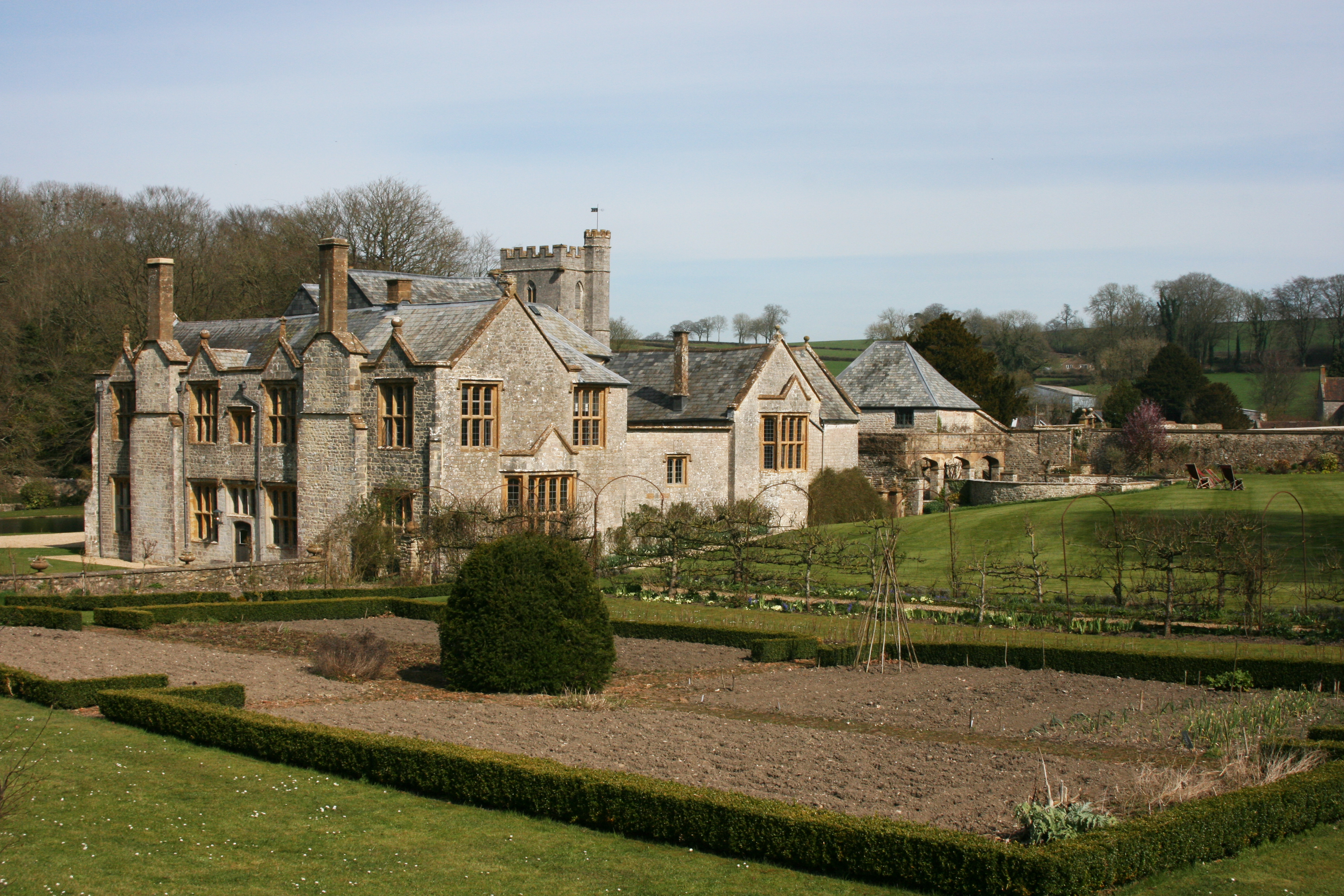
Whitestaunton Manor (en) (XVe siècle)
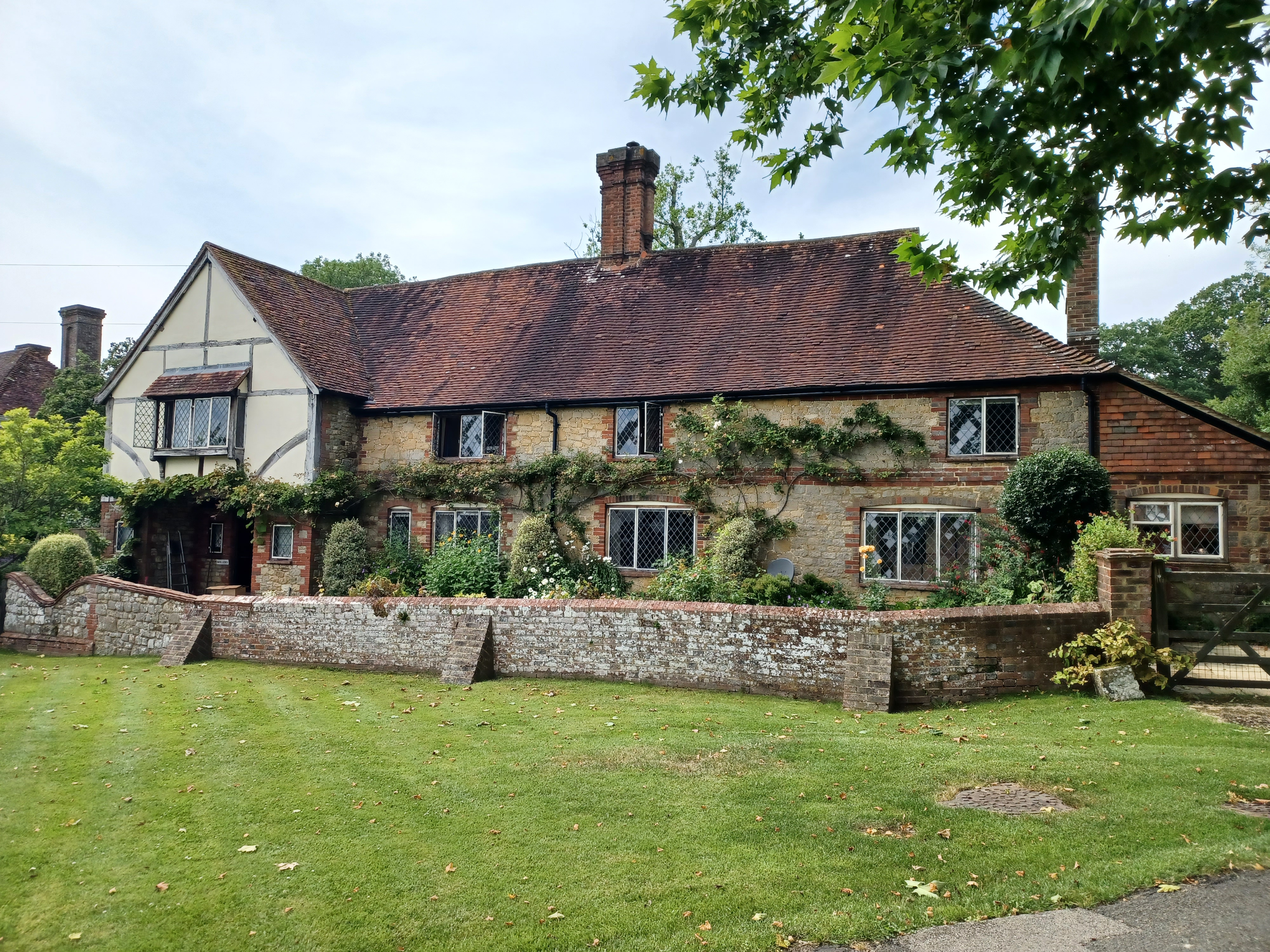
Sollers (XVe siècle)
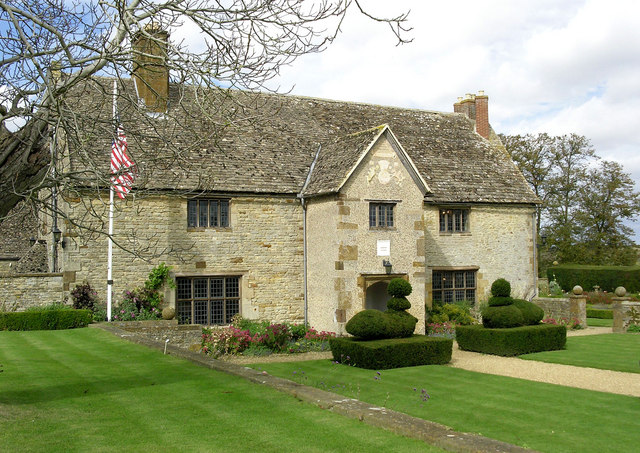
Manoir de Sulgrave (XVIe siècle)
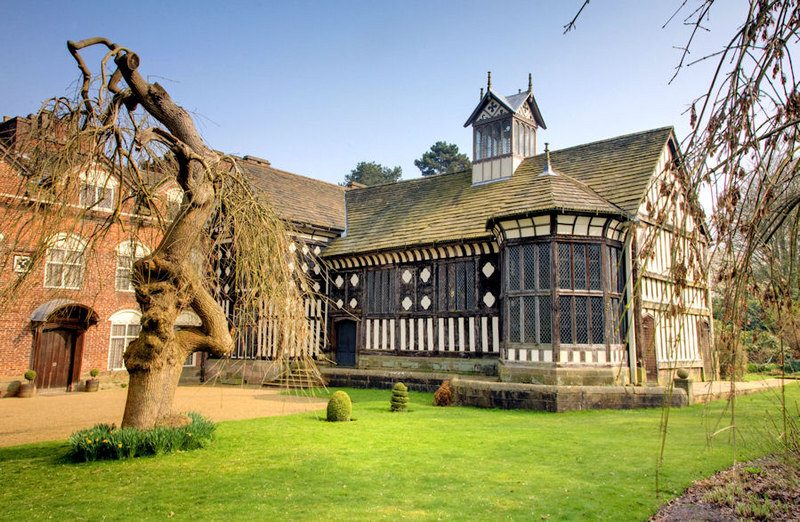
Rufford Old Hall (XVIe siècle)
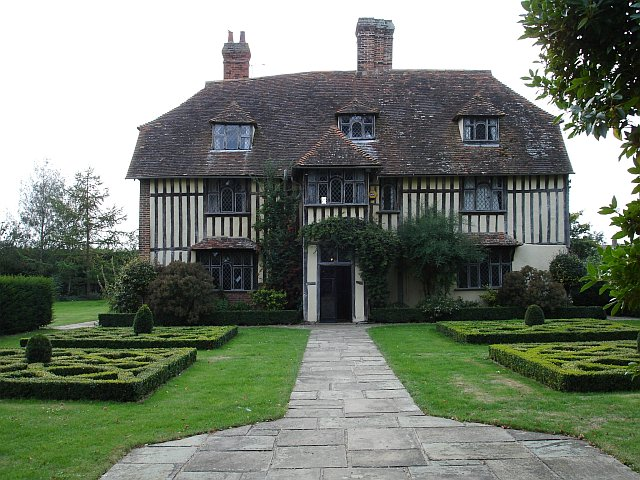
Eastling Manor (XVIIe siècle)

De nombreuses maisons historiques de style Hall house sont monument classé au Royaume-Uni.